# Bais (Mayenne)
Bais is een gemeente in het Franse departement Mayenne (regio Pays de la Loire). De plaats maakt deel uit van het arrondissement Mayenne. Bais telde op 1 januari 2022 1.220 inwoners.
In de middeleeuwen stichtte de benedictijner Abdij van Évron een priorij in Bais.

## Geografie
De oppervlakte van Bais bedroeg op 1 januari 2022 26,23 vierkante kilometer; de bevolkingsdichtheid was toen 46,5 inwoners per km².

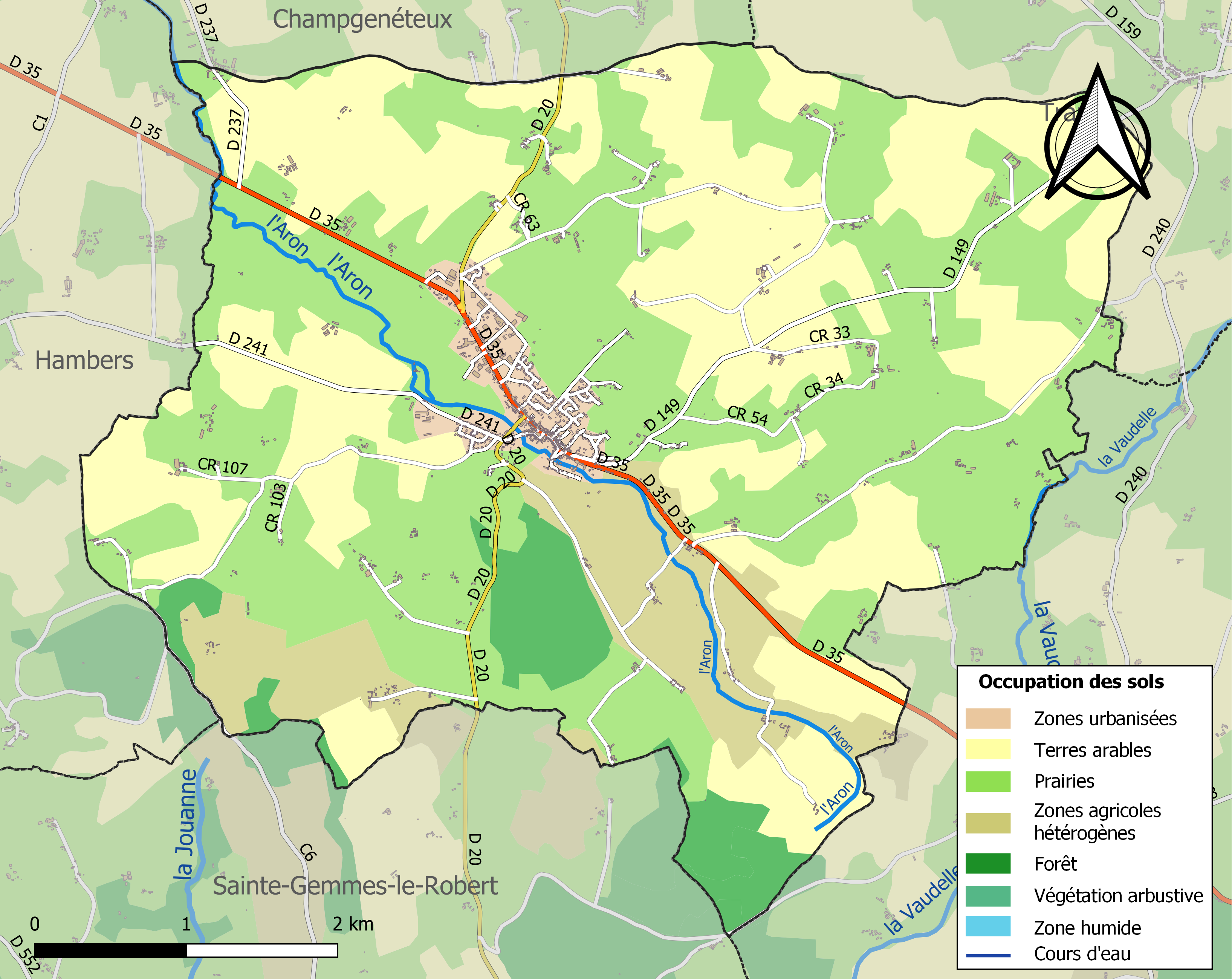
Kaart van de gemeente met de belangrijkste infrastructuur, bodemgebruik en omliggende gemeenten

## Demografie
Onderstaande figuur toont het verloop van het inwonertal (bron: INSEE-tellingen).